# Mollarri
Mollarri är en ö i Spanien.   Den ligger i regionen Baskien, i den norra delen av landet, 300 km norr om huvudstaden Madrid.